# Pratofontana
Pratofontana o Villa Pratofontana (Prêfuntana in dialetto reggiano) è una frazione del comune di Reggio Emilia.

## Geografia fisica
Pratofontana sorge a 6 km a nord dal centro della città, presso il confine con il comune di Bagnolo in Piano. A ponente il centro è toccato dal corso del torrente Rodano. Il borgo di Pratofontana sorge a levante della ferrovia fra le due strade dette di Ponte Alto e Ponte del Borghetto, località detta anche Castello.

## Storia
Questa villa ha preso il nome da un prato de fontana prope Castellaro et fluvio Rodano, come ricorda un documento del 1066. Fu possesso del Libero Comune di Reggio, come ricorda l'estimo del 1315. Durante il periodo napoleonico fu accorpata prima a Bagnolo, poi a Correggio ed infine a Reggio.

## Monumenti e luoghi d'interesse
La chiesa parrocchiale di Pratofontana venne consacrata a Maria Vergine nel 1091, nominata parrocchia dopo 1590 e ricostruita nella forma attuale tra 1723 ed il 1750, subì dei restauri nel 1820 e nel 1934. Ha nel suo interno da segnalare un dipinto raffigurante l'Angelo custode attribuito sia a Paolo Emilio Besenzi sia a Pietro Desani.

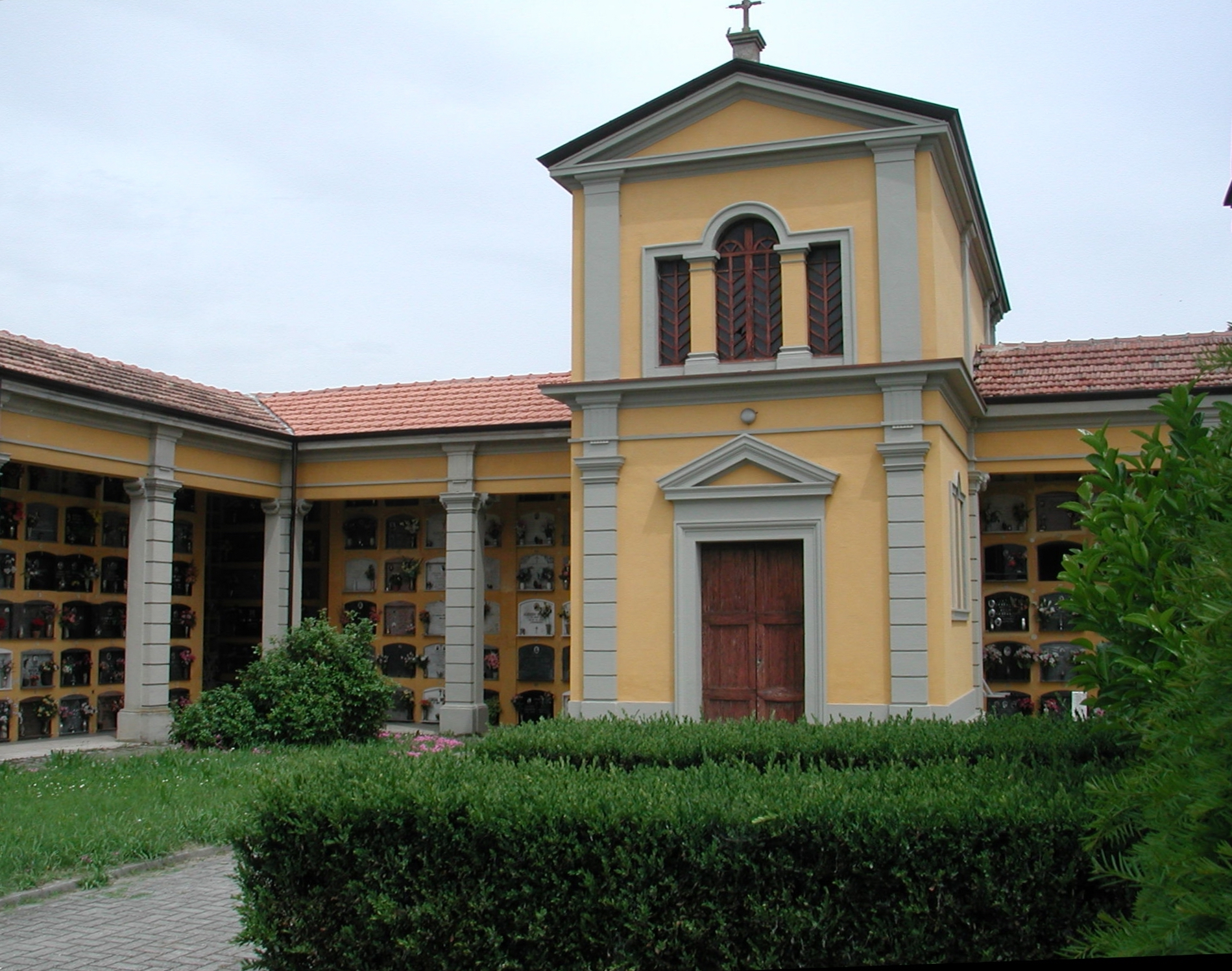
Pratofontana - Il cimitero parrocchiale

## Infrastrutture e trasporti

### Ferrovie

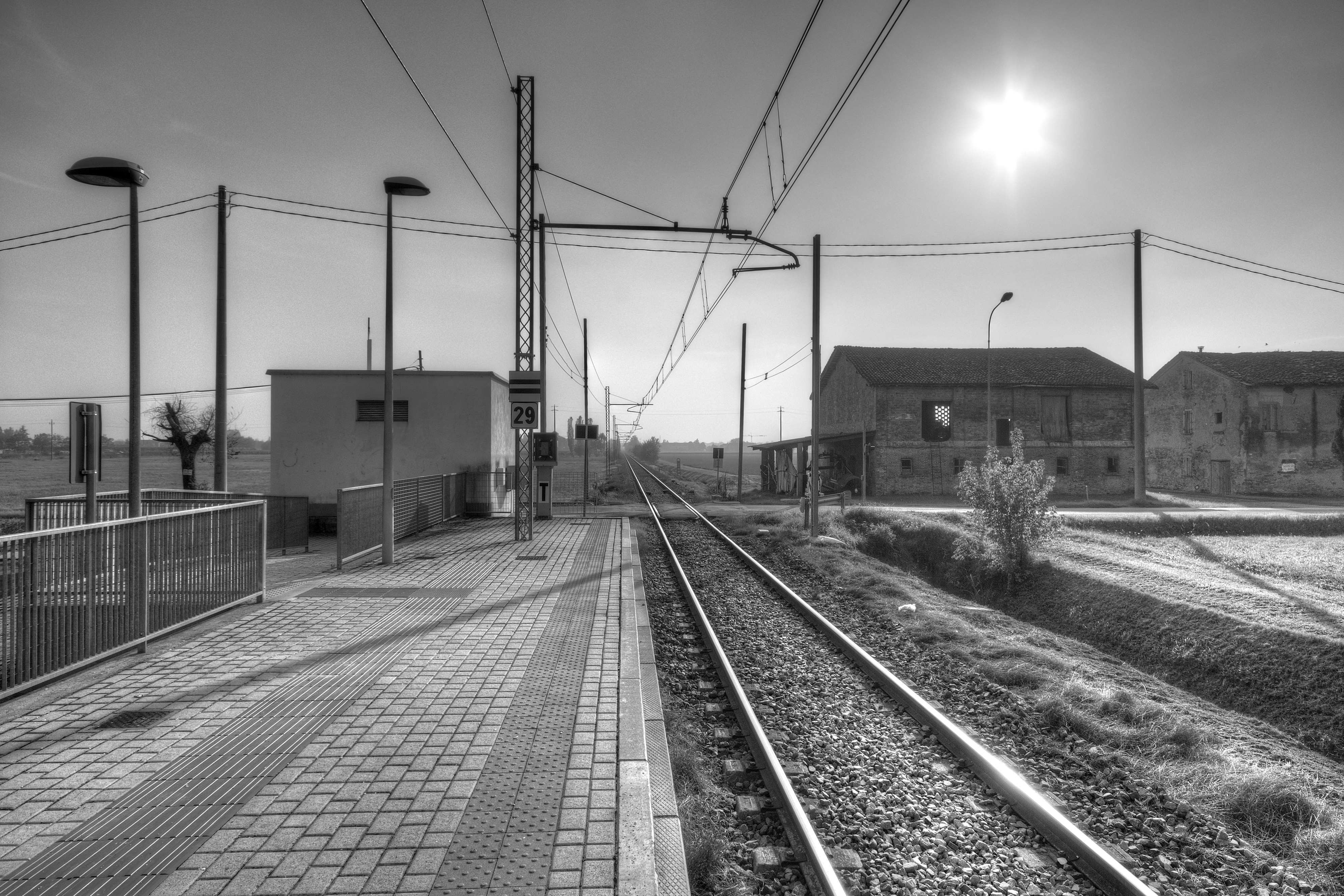
Stazione di Pratofontana

Pratofontana è dotata di una fermata posta lungo la linea locale Reggio Emilia-Guastalla.